# Ingerszegénységi érv
A nyelvészetben az ingerszegénység (vagy ingerszegénység érve, angolul: poverty of the stimulus) azt az állítást jelöli, hogy a természetes nyelvek nyelvtana nem megtanulható a nyelvet tanuló gyermekek számára abból a korlátozott információból, amelyhez hozzáférnek, ezért a nyelvtani tudás alapjait valamilyen veleszületett (innát) nyelvi kapacitás kell, hogy képezze. Így a nyelvelsajátítás empricista elméleteivel szembeni érvként, a nyelvi innátizmus alátámasztásaként szokták értelmezni. Az innátisták fő állítása, hogy az emberek olyan velükszületett adaptációkkal bírnak, melyek megalapozzák és korlátozzák azon kompetenciájukat, hogy különböző természetes nyelveket tudjanak elsajátítani a kognitív fejlődésük, nyelvi érésük, valamint tanulásuk során. Az innátizmussal szembeni konstruktivista elméletek általában nem fogadják el az ingerszegénység érvét – többnyire azt feltételezik, hogy a nyelvi kompetenciát a gyerekek valamilyen funkcionális eloszláselemzés segítségével tanulják meg.

## Jelentősége
Az ingerszegénységi érv Noam Chomsky nevéhez kötődik, aki először a Rules and Representations (1980) című könyvében használta a kifejezést, bár korábbi nyelvelsajátításról szóló munkáiban is megjelennek az érv előfutárai. Jelenleg többnyire a generatív nyelvészet elméleteinek és hipotéziseinek alátámasztására szolgál. Az érvelés a nyelvészek körében gyakran vitatott, a szintén Chomskyhoz kötődő univerzális grammatika (universal grammar – UG) elmélet sarokkövének számít.
Chomsky és követői különböző módokon fogalmazták meg a gondolatot, például Pullum és Scholz (2002) 13 különböző érvkomponenst találtak, amelyeket eddig felhasználtak ingerszegénységi érvelések különböző konstrukcióiban. Legújabban az eredeti érvelés logikai magvát Berwick, Pietroski, Yankama, & Chomsky fejtik ki 2011-es összefoglalásukban:
Alapfeltevésük szerint minden kognitív képességet (így a nyelvet is) értelmezhetünk a következő négy, nem feltétlenül teljesen különválasztható tényező interakciójában:
1. veleszületett területspecifikus faktorok (pl. nyelvi modul)
2. veleszületett területáltalános faktorok (pl. statisztikai tanulás)
3. külső inger (pl. hallott beszéd)
4. természeti törvények (megszorító hatással bírnak)

Ebben a sémában egy ingerszegénységi típusú érvelés azt mutathatja ki, hogy pusztán a 2-es és a 3-as faktor interakciójával nem fogjuk tudni magyarázni a vizsgált kompetenciát, másképp megfogalmazva ez a két faktor aluldeterminálja a látott teljesítményt, annak magyarázatához fel kell tételeznünk az 1-es faktor valamilyen szerepét is.

## A negatív evidencia hiánya
Egy sokat vitatott ingerszegénység érv: a negatív evidencia hiánya.
Az elmúlt évtizedek egyik sokat vitatott kérdése, hogy a nyelvet tanuló gyermekek milyen mennyiségű negatív evidenciát kapnak nyelvtanulásuk során. Negatív evidenciának azok az események számítanak a gyerekek nyelvtanulásának folyamatában, mikor arra kapnak bizonyítékot, hogy egy adott struktúra nyelvtanilag nem helyes. Az erre a problematikára reflektáló ingerszegénységi érv elemei a következőek:
1. a természetes nyelvek bizonyos mintázatai nem tanulhatóak meg negatív evidencia nélkül;
2. a nyelvet tanuló gyermekek szinte kizárólag pozitív evidenciát kapnak. (Például nem hallanak nyelvtanilag helytelen mondatokat, csak helyeseket, valamint, hogy külön jelzés nélkül egy „helytelen” mondatról sem dönthető el, hogy az helytelen-e);
3. a gyermekek mégis megtanulják a természetes nyelvek helyes nyelvtanát.

Konklúzió: tehát a nyelvet tanuló gyermekeknek van valamilyen veleszületett nyelvi kapacitásuk, amely további segítséget nyújt a természetes nyelv elsajátításában.
A negatív evidencia szerepét ötvöző viták során a vázolt érvelés szinte összes pontját támadták már: míg bizonyos álláspontok szerint a negatív evidencia szerepe nem kulcsfontosságú, ezzel párhuzamosan arra is találtak bizonyítékokat, hogy a negatív evidencia mennyisége nem feltétlenül annyira alacsony, mint azt korábban feltételezték. Azonban mások szerint a megszorítás alapú nyelvtanok továbbra is könnyebben magyarázzák ezeket a jelenségeket.

## Más érvek az ingerszegénység mellett
Vitákban gyakran felmerülő ingerszegénységi érv, hogy a nyelv hierarchikus struktúráját nem lehet pusztán asszociációs, vagy eloszláselemzéssel elsajátítani. Ezzel szoros összefüggésben a mondatok végtelen egymásba ágyazhatóságának (rekurzivitásának) képességét is nehéz pusztán területáltalános faktorok és külső ingerek interakciójaként értelmezni.
Példa:
Bár a magyarra átültetés nem egyértelmű, az angol és a magyar nyelv különbségei miatt Chomsky ehhez hasonló példákat hoz az ingerszegénységi érvre. 
Vizsgáljuk meg a következő mondatokat: 
1. Péter felhívott valakit.
2. Felhívott Péter valakit?
3. Péter called someone
4. Did Péter call someone?

Látható a két mondat közti különbség: míg az egyik kijelentő, addig a másik kérdő mondat. Tegyük fel, hogy szeretnénk kitalálni, hogyan csinálhatunk olyan kijelentő mondatokból, mint (1 és 3) olyan kérdő mondatokat mint (2 és 4). Ezzel kapcsolatban gyakorlatilag végtelen hipotézisünk lehet. A magyarban: vigyük előre az igét? Vigyük előre az f-betűvel kezdődő szót? Rakjuk az alanyt a mondat végére? És ha ez így van, más kijelentő mondatnál is hasonlóan kell eljárni? Vagy más kontextusokban más szabályok érvényesek? A probléma nem pusztán annyi, hogy negatív evidenciára van szükség bizonyos hipotézisek kiszűréséhez, hanem az is, hogy logikailag végtelen mennyiségű elképzelhető hipotézist állíthatunk fel, és nagyon nehéz olyan területáltalános mechanizmust elképzelni, mely területspecifikus megszorítások nélkül képes megfelelő hipotéziseket generálni.